# Protome
La protome (pronuncia: pròtome; in greco antico: προτομή?, protomé, "parte anteriore, busto", dal verbo προτέμνω, tagliare; plurale: protomi) è un elemento decorativo dipinto, inciso o in rilievo, molto diffuso nell'arte antica, costituito da testa o busto di uomo, animale o creatura fantastica, posto ad ornamento di elementi architettonici come mensole, cornici, frontoni.
Il termine è stato immesso nella terminologia artistica nel XIX secolo.

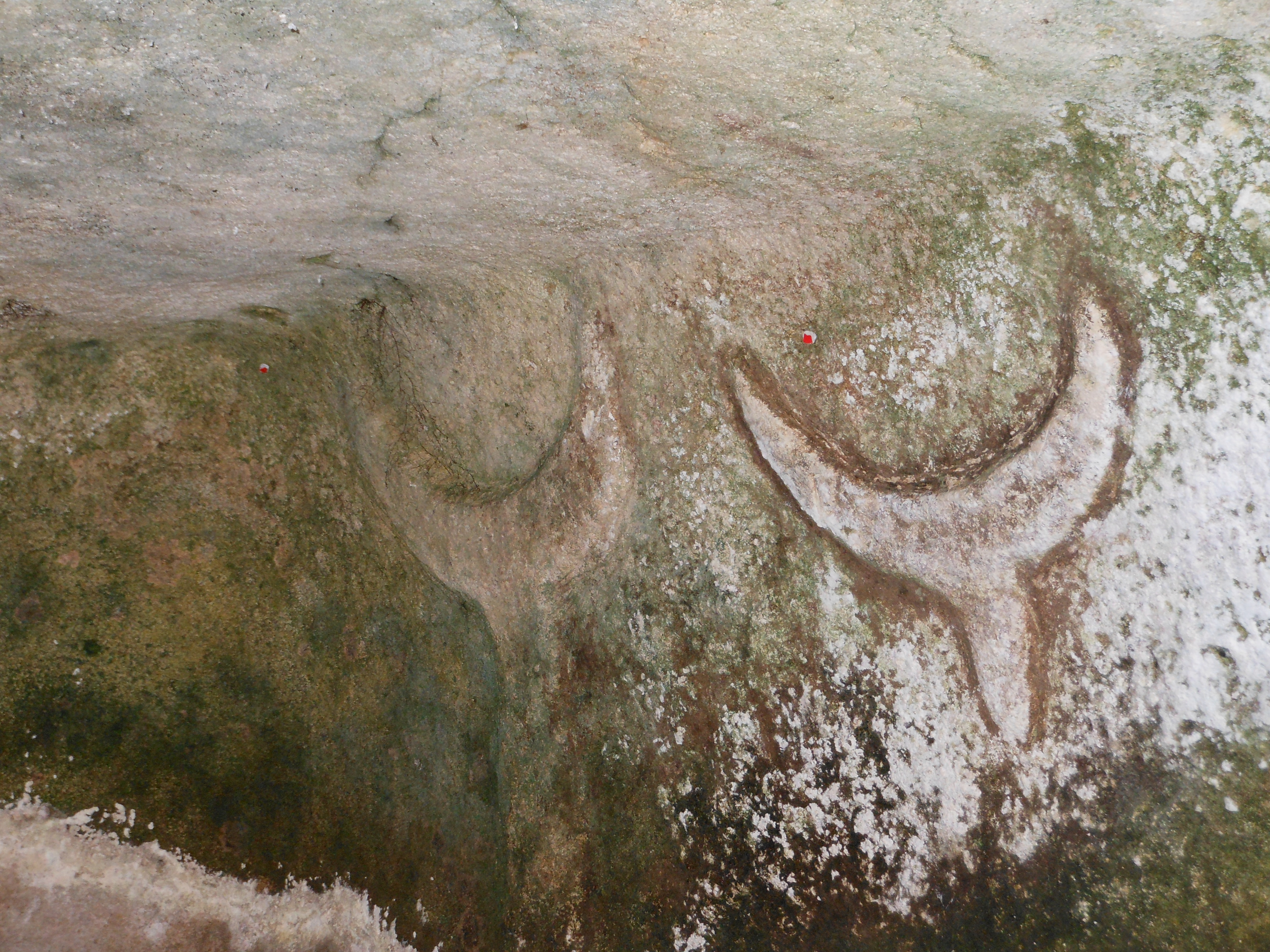
Protomi taurine nella necropoli di Su Crucifissu Mannu, Porto Torres